# Reakcja Grignarda
Reakcja Grignarda – reakcja chemiczna stosowana powszechnie w chemii organicznej, w której związek metaloorganiczny o ogólnym wzorze RMgX (X = chlor, brom, jod, R = grupa alkilowa) reaguje z dowolnym związkiem o własnościach elektrofilowych. Wspomniane związki metaloorganiczne to tzw. związki Grignarda. Reakcja ta została odkryta przez Victora Grignarda.
Związki Grignarda, jako niezwykle reaktywne, ulegają addycji nukleofilowej do w zasadzie każdego związku zawierającego wiązanie podwójne między węglem a innym heteroatomem, włączając w to związki karbonylowe, iminy i nitryle. Nie reagują natomiast ze związkami aromatycznymi.

## Mechanizm reakcji
Ogólny schemat reakcji:
A=CR1
R2
R + R3
MgX → X−Mg−A−CR1
R2
R3

gdzie R – dowolna grupa alkilowa lub alkoksylowa, X – atom halogenu, A – dowolny heteroatom (np. tlen, azot, krzem, siarka lub fosfor)
Schemat reakcji na przykładzie związku z grupą karbonylową:
Addycja związku magnezoorganicznego do grupy karbonylowej przebiega zazwyczaj poprzez stan przejściowy o strukturze 6-członowego pierścienia:

Jednakże w przypadku związków magnezoorganicznych o dużej zawadzie przestrzennej możliwy jest także mechanizm oparty na transferze pojedynczego elektronu.
Powstały związek przejściowy jest dość silna zasadą. Zobojętnia się go za pomocą dowolnego silniejszego kwasu, np. wody:
X−Mg−A−CR1
R2
R3
 + H
2O → HA−CR1
R2
R3
 + Mg(OH)X
Związki Grignarda są w istocie bardzo silnymi zasadami (znacznie silniejszymi od NaOH). Można je również traktować jako sole bardzo słabych kwasów alkanów. Dlatego też reagują one z wodą jak silna zasada z silnym kwasem w wyniku którego uwalniany jest alkan:
RMgX + H
2O → RH + MgX(OH)
Reakcję te wykorzystuje się do otrzymywania deuterowanych i trytowanych odczynników, np.:
RMgX + D
2O → RD + MgX(OD)

## Zastosowania
Najczęstsze przykłady zastosowania reakcji Grignarda to:
- Reakcja ze związkami karbonylowymi

R1
R2
C=O + (1) R3
MgX; (2) H
2O → R1
R2
R3
C−OH
- Reakcja z iminami

R1
R2
C=NR3
 + (1) R4
MgX; (2) H
2O → R1
R2
R4
C−NHR4

- Reakcja z nitrylami

R1
C≡N + (1) R2
MgX; (2) H
2O → R1
R2
C=NH
Obecnie reakcje związków magnezoorganicznych odgrywają znaczącą rolę w syntezie organicznej, największe zastosowanie ma addycja związków magnezoorganicznych do grupy karbonylowej:
Ponadto związki Grignarda reagują także z innymi elektrofilami:
Związki Grignarda mogą także posłużyć do formowania wiązań węgiel-heteroatom, co znajduje zastosowanie w otrzymywaniu związków
fosforoorganicznych, boroorganicznych i cynoorganicznych.
Pomimo że reakcja Grignarda jest stosowana na ogromną skalę w syntezie organicznej oraz w przemyśle, to ma ona jednak poważne wady:
- wysokie wymagania co do jakości rozpuszczalnika używanego do otrzymywania związków Grignarda, który musi być praktycznie całkowicie bezwodny, aby reakcja zaszła z dobrą wydajnością
- możliwość wybuchu podczas przygotowywania związku Grignarda; łatwopalny rozpuszczalnik rozgrzewa się wtedy do wrzenia
- konieczność stosowania dużych ilości drogiego magnezu
- tworzenie się bezużytecznego produktu ubocznego halogenków magnezu.